# Giulio Ciccone
Giulio Ciccone (Chieti, 20 de dezembro de 1994) é um ciclista profissional italiano que atualmente corre para a equipa Trek-Segafredo. Em 2016, ano de seu estreia como profissional, conseguiu se impor na décima etapa do Giro d'Italia.
Também foi líder do Tour de France ao comandar a camisola amarela por duas jornadas no Tour de France de 2019.

## Palmarés
- 2016
  - 1 etapa do Giro d'Italia

- 2017
  - 1 etapa do Tour de Utah

- 2018
  - Giro dos Apeninos

- 2019
  - 1 etapa do Tour de Haut-Var
  - 1 etapa do Giro d'Italia, mais classificação da montanha

- 2020
  - Troféu Laigueglia

## Resultados em Grandes Voltas
| Corrida | Corrida         | 2016 | 2017 | 2018 | 2019 | 2020 | 2021 |
| ------- | --------------- | ---- | ---- | ---- | ---- | ---- | ---- |
|         | Giro d'Italia   | Ab.  | 95.º | 40.º | 16.º | Ab.  | Ab.  |
|         | Tour de France  | —    | —    | —    | 31.º | —    | —    |
|         | Volta a Espanha | —    | —    | —    | —    | —    | Ab.  |

—: não participa

Ab.: abandono